# 에드가 버겐
에드가 버겐(Edgar Bergen, 본명: Edgar John Berggren, 1903년 2월 16일 ~ 1978년 9월 30일)는 미국의 희극 배우, 라디오 DJ, 영화배우, 각본가이다.

## 영화
- 머펫 무비 (1979년)
- 홈커밍 - 크리스마스 스토리 (1971년)
- 행드 맨 (1964년)
- 아이 리멤버 마마 (1948년)
- 미키와 콩나무 (1947년)
- 스테이지 도어 캔틴 (1943년)
- 더 골드윈 폴리스 (1938년)